# Philonotis tortifolia
Philonotis tortifolia är en bladmossart som beskrevs av William Walter Watts och Whitelegge 1906. Philonotis tortifolia ingår i släktet källmossor, och familjen Bartramiaceae. Inga underarter finns listade i Catalogue of Life.